# Équipe de Tunisie masculine de handball aux Jeux olympiques d'été de 2016
Cet article relate le parcours de l'équipe de Tunisie de handball masculin lors des Jeux olympiques de 2016 organisé au Brésil. Il s'agit de la 4e participation de la Tunisie aux Jeux olympiques.
Dernière de la poule A avec un match nul pour quatre défaites, la Tunisie ne s'est pas qualifiée pour les quarts de finale.

## Maillots
L'équipe de Tunisie porte pendant les Jeux de Rio de Janeiro un maillot confectionné par l'équipementier Kempa.
| Couleurs | Rouge et blanc |
| Marque   | Kempa          |
| Domicile | Extérieur      |

## Matchs de préparation
L'équipe de Tunisie a joué trois matchs de préparation :
| Équipe 1  | Résultat | Équipe 2 |
| --------- | -------- | -------- |
| Allemagne | 38-32    | Tunisie  |
| Slovénie  | 33-25    | Tunisie  |
| Slovénie  | 39-24    | Tunisie  |

## Effectif
| Sélectionneur            | Sélectionneur         | Hafedh Zouabi            | Hafedh Zouabi | Hafedh Zouabi               |
| N°                       | Nom                   | Date de naissance et âge | Sél. (buts)   | Club                        |
| Gardiens de but          |                       |                          |               |                             |
| 1                        | Makram Missaoui       | 14 février 1981          | 148 (0)       | Club africain               |
| 12                       | Marouène Maggaiez     | 28 juillet 1983          | 166 (3)       | Espérance sportive de Tunis |
| Ailiers                  |                       |                          |               |                             |
| 4                        | Aymen Toumi           | 11 juillet 1990          | 83 (139)      | Montpellier Handball        |
| 21                       | Oussama Boughanmi     | 5 février 1990           | 98 (415)      | Espérance sportive de Tunis |
| 23                       | Oussama Hosni         | 17 septembre 1992        | 44 (54)       | Club africain               |
| Arrières et Demi-centres |                       |                          |               |                             |
| 8                        | Mohamed Jilani Maaref | 27 octobre 1991          | 22 (22)       | Club africain               |
| 9                        | Amine Bannour         | 21 février 1990          | 98 (295)      | Club africain               |
| 25                       | Sobhi Saïed           | 26 septembre 1982        | 143 (315)     | Étoile sportive du Sahel    |
| 15                       | Khaled Haj Youssef    | 12 janvier 1989          | 31 (28)       | Club africain               |
| 27                       | Aymen Hammed          | 26 juillet 1983          | 114 (380)     | Espérance sportive de Tunis |
| 39                       | Mohamed Soussi        | 17 janvier 1993          | 44 (48)       | Club africain               |
| 42                       | Wael Jallouz          | 3 août 1991              | 100 (243)     | FC Barcelone                |
| Pivot                    |                       |                          |               |                             |
| 6                        | Issam Tej             | 29 juillet 1979          | 307 (798)     | El Jaish SC                 |
| 31                       | Marouan Chouiref      | 27 mai 1990              | 89 (102)      | Espérance sportive de Tunis |

## Résultats

### Résultats détaillés
Remarque : toutes les heures sont locales (UTC−3). En Europe (UTC+2), il faut donc ajouter 5 heures.
|   | Équipe    | Pts | J | G | N | P | Bp  | Bc  | Diff | Dép |
| - | --------- | --- | - | - | - | - | --- | --- | ---- | --- |
| 1 | Croatie   | 8   | 5 | 4 | 0 | 1 | 147 | 134 | 13   | +1  |
| 2 | France    | 8   | 5 | 4 | 0 | 1 | 152 | 126 | 26   | -1  |
| 3 | Danemark  | 6   | 5 | 3 | 0 | 2 | 136 | 127 | 9    | -   |
| 4 | Qatar     | 5   | 5 | 2 | 1 | 2 | 122 | 127 | -5   | -   |
| 5 | Argentine | 2   | 5 | 1 | 0 | 4 | 110 | 126 | -16  | -   |
| 6 | Tunisie   | 1   | 5 | 0 | 1 | 4 | 118 | 145 | -27  | -   |

|  | Qualifié pour les quarts de finale                                                                                     |
|  | Éliminé |
|  | Pts points ; J joués ; G victoires ; N nuls ; P défaites BP buts marqués ; BC buts encaissés ; Diff différence de buts |

| 7 août 2016 19 h 50 | France | 25 - 23   | Tunisie | Future Arena, Rio de Janeiro Arbitrage : Geipel, Helbig |
| 7 août 2016 19 h 50 | Mahé 5 | (16 - 11) | Tej 6   | Future Arena, Rio de Janeiro Arbitrage : Geipel, Helbig |
| 7 août 2016 19 h 50 | ×3 ×1  | Rapport   | ×4 ×6   | Future Arena, Rio de Janeiro Arbitrage : Geipel, Helbig |

| 9 août 2016 14 h 40 | Tunisie   | 23 - 31   | Danemark          | Future Arena, Rio de Janeiro Arbitrage : Pinto, Menezes |
| 9 août 2016 14 h 40 | Jallouz 5 | (10 - 16) | Mortensen, Svan 8 | Future Arena, Rio de Janeiro Arbitrage : Pinto, Menezes |
| 9 août 2016 14 h 40 | ×1 ×2 ×1  | Rapport   | ×3                | Future Arena, Rio de Janeiro Arbitrage : Pinto, Menezes |

| 11 août 2016 9 h 30 | Tunisie     | 25 - 25   | Qatar     | Future Arena, Rio de Janeiro Arbitrage : Hansen, Gjeding |
| 11 août 2016 9 h 30 | Boughanmi 8 | (12 - 11) | Capote 12 | Future Arena, Rio de Janeiro Arbitrage : Hansen, Gjeding |
| 11 août 2016 9 h 30 | ×2 ×6       | Rapport   | ×2 ×5     | Future Arena, Rio de Janeiro Arbitrage : Hansen, Gjeding |

| 13 août 2016 21 h 50 | Argentine | 23 - 21   | Tunisie     | Future Arena, Rio de Janeiro Arbitrage : Koo, Lee |
| 13 août 2016 21 h 50 | Pizarro 7 | (14 - 10) | Boughanmi 8 | Future Arena, Rio de Janeiro Arbitrage : Koo, Lee |
| 13 août 2016 21 h 50 | ×1 ×5     | Rapport   | ×1 ×4 ×1    | Future Arena, Rio de Janeiro Arbitrage : Koo, Lee |

| 15 août 2016 19 h 50 | Croatie   | 41 - 26   | Tunisie     | Future Arena, Rio de Janeiro Arbitrage : Coulibaly, Diabate |
| 15 août 2016 19 h 50 | Karačić 9 | (25 - 10) | Boughanmi 7 | Future Arena, Rio de Janeiro Arbitrage : Coulibaly, Diabate |
| 15 août 2016 19 h 50 | ×2 ×4     | Rapport   | ×1          | Future Arena, Rio de Janeiro Arbitrage : Coulibaly, Diabate |

## Statistiques et récompenses

### Récompenses
Aucun Tunisien n'est sélectionné dans l'équipe-type de la compétition.

### Buteurs
Aucun Tunisien ne termine parmi les dix meilleurs buteurs de la compétition.

### Gardiens de buts
Avec 32,7 % d'arrêts, Marouène Maggaiez est le sixième meilleur gardien de la compétition.